# الحيسر الأعلى (دوعن)

تعديل مصدري - تعديل

الحيسر الأعلى هي إحدى قرى عزلة صيف بمديرية دوعن التابعة لمحافظة حضرموت، بلغ تعداد سكانها 974 نسمة حسب تعداد اليمن لعام 2004.